# Abbie Hoffman
Pour les articles homonymes, voir Hoffman.
Abbott « Abbie » Hoffman, né le 30 novembre 1936 et mort le 12 avril 1989, est un militant anarchiste de la scène politique et sociale américaine durant les années 1960 et 1970. Il est connu entre autres pour être un des fondateurs du Youth International Party (dont les membres se font appeler yippies). Il est un symbole de la rébellion et du courant révolutionnaire qui animait une partie de la jeunesse américaine.

## Biographie

Drapeau Yippie

Hoffman est né dans une famille juive dans la ville de Worcester dans le Massachusetts. Il est diplômé en 1959 à l'université Brandeis, où il étudie Herbert Marcuse, un philosophe de gauche. Il épouse Sheila Karklin en 1960 et a deux enfants avec elle. Il divorce en 1966, puis se remarie avec Anita Kushner à Central Park à Manhattan, avec qui il a un seul enfant qui sera délibérément nommé «a» en minuscule. Il divorce à nouveau en 1980. Avant de s'engager dans le mouvement Yippie, Hoffman militait aussi au sein du Student Nonviolent Coordinating Committee. Il organise également le Liberty House, qui vend des objets pour soutenir le mouvement des droits civiques dans le Sud des États-Unis.
Au cours de la guerre du Viêt Nam, il utilise souvent l'humour et la comédie lors de manifestations. Par exemple, il tente de faire léviter le Pentagone en utilisant l'énergie psychique. Il réussit également à mobiliser et à politiser plusieurs hippies. Convoqué en 1967 devant la Commission des activités anti-américaines, il tourne celle-ci en ridicule, tout comme le fait Rubin. Il se présente notamment à une session déguisé en Père Noël. À une autre occasion, la police arrête Hoffman à l'entrée du bâtiment pour être habillé d'un drapeau américain. Ce dernier déclare à la presse : « Je regrette de n'avoir qu'une seule chemise à donner à mon pays », détournement d'une phrase attribuée au révolutionnaire patriote Nathan Hale. Pendant ce temps, Rubin, qui quant à lui a revêtu le drapeau « assorti », le drapeau Vietcong, proteste et s'écrie que les forces de police sont communistes pour ne pas l'arrêter également.
Un des plus brillants exploits de Hoffman est de se présenter avec un groupe d'activistes sur la galerie de la bourse de New York. De là, il jette des billets de banque sur les gens qui se trouvent plus bas. Ceux-ci se ruent sur les billets. Puis il brûle un billet de 5 dollars, devant la bourse. Depuis, on a installé des barrières sur la galerie intérieure réservée au public pour éviter le même genre d'événement.
Hoffman a été arrêté pour conspiration et incitation à une émeute pour le rôle qu'il a joué durant la Convention nationale démocrate de 1968 à Chicago. Il fait partie du groupe connu sous l'appellation de Chicago Seven, parmi lesquels se trouvent également Jerry Rubin et d'autres activistes radicaux, dont le futur Sénateur de Californie, Tom Hayden. 
Au festival de Woodstock en 1969, on se rappelle son interruption pendant le spectacle des Who. Hoffman monta sur la scène et interrompit Townshend en criant « I think this is a pile of shit, while John Sinclair rots in prison… ». Mécontent, le musicien lui répondit « Back off! Back off my fucking stage! ». Les versions divergent, mais il semble que l'Anglais fit fuir l'activiste assez brutalement à coups de guitare. Townshend déclara plus tard qu'il était d'accord avec Hoffman sur le sort de John Sinclair, un activiste anarchiste mis en prison, mais qu'il était prêt à recommencer si jamais il était pris dans la même situation.
Hoffman est aussi l'auteur des livres Steal This Book et Fuck the System, où on apprend diverses choses, comme la culture de marijuana et la confection de bombes artisanales.
En 1973, la police l'accuse de trafic de cocaïne. Après une chirurgie esthétique et des années de clandestinité Hoffman se livre aux autorités. Il réapparaît en 1981.
On lui doit l'article déclenchant le débat sur les circonstances de la libération des otages américains détenus en Iran, connu sous le nom de October Surprise.
Hoffman est trouvé mort à son domicile le 12 avril 1989 d'une surdose de médicaments, la version officielle concluant à un suicide. L'annonce a été faite par le coroner de Doylestown : « La mort a résulté des effets combinés du phénobarbitol et de l'alcool » déclare alors le coroner Thomas Rosko.

## Représentation dans la culture
- Un film romancé tiré de sa vie, Steal This Movie.
- Il est représenté dans le film Forrest Gump.
- Le film Les Sept de Chicago le montre pendant les émeutes de Chicago et le procès qui a suivi.